# Armadillo platypleon
Armadillo platypleon är en kräftdjursart som beskrevs av Helmut Schmalfuss 1986. Armadillo platypleon ingår i släktet Armadillo och familjen Armadillidae. Inga underarter finns listade i Catalogue of Life.